# Ocyptamus parvicornis
Ocyptamus parvicornis är en tvåvingeart som först beskrevs av Friedrich Hermann Loew 1861.  Ocyptamus parvicornis ingår i släktet Ocyptamus och familjen blomflugor. Inga underarter finns listade i Catalogue of Life.